# Klar (rzeka)

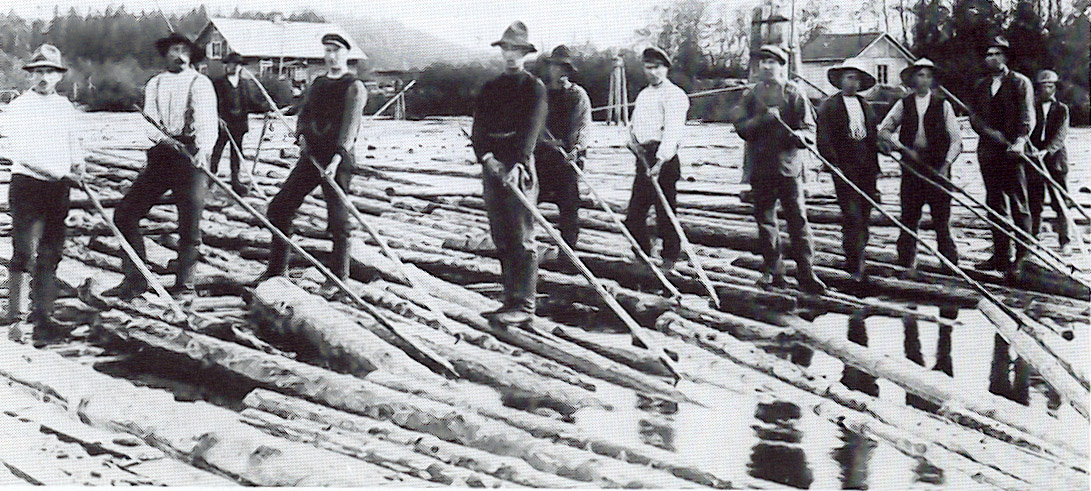
Spław drewna na rzece Klar (1918)

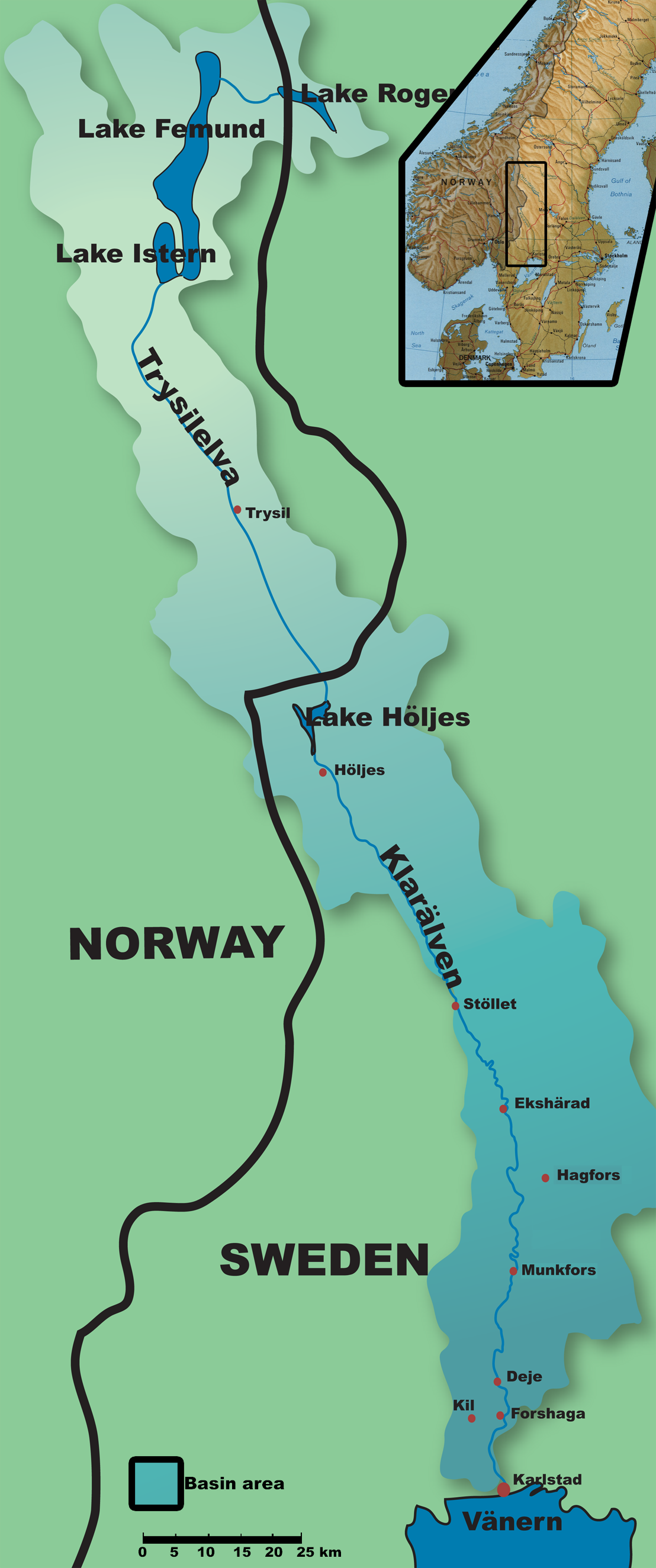
Rzeka Klar z zaznaczonym obszarem dorzecza

Oficjalna nazwa: Klarälven, inne określenia: Klar, Trysilelva – rzeka w Norwegii oraz Szwecji o długości 460 km, powierzchni dorzecza 11 800 km² oraz średnim przepływie ok. 165 m³/s. 
Źródła rzeki znajdują się w jeziorze Femunden, a uchodzi ona do jeziora Wener, tworząc deltę. W ciągu biegu rzeki są liczne wodospady.
Główne miasto nad nią położone to Karlstad. 
Rzeka Klarälven jest wykorzystywana do produkcji energii oraz spławu drewna.